# Звенигородський провулок (Київ)
Звенигоро́дський прову́лок — зниклий провулок, існував у Ленінградському районі міста Києва, місцевості Авіамістечко та Святошин. Пролягав від Кременецької до Службової вулиці.

## Історія
Провулок виник у 1950-ті роки. Ліквідований 1977 року у зв'язку із переплануванням.